# 無言社会
無言社会（むごんしゃかい）とは現代社会の現状に対する概念。現代社会の人間というのは無言で過ごしている人間が多くなっており、社会そのものが会話が行われない風潮になっているということである。たとえば電車の中で他人の靴を踏んだとしても謝罪をせず無言であったり、エレベーターのドアを押さえてもらっていても礼を言わずに無言であるということである。このような無言社会が出来上がった原因というのは、現代では自動販売機で商品を買えるようになったり、店舗を利用する場合でも店員のマニュアルどおりの対応を受けるのみであるということから、会話をしなくても人間は生活を成り立たすことが可能となっているがゆえである。